# Wennebeker Moor und Wennebekniederung
Das Wennebeker Moor und Wennebekniederung ist ein Naturschutzgebiet in den schleswig-holsteinischen Gemeinden Borgdorf-Seedorf, Eisendorf und Langwedel im Kreis Rendsburg-Eckernförde.

## Allgemeines
Das rund 117 Hektar große Naturschutzgebiet ist unter der Nummer 141 in das Verzeichnis der Naturschutzgebiete des Ministeriums für Landwirtschaft, Umwelt und ländliche Räume eingetragen. Es wurde 1988 ausgewiesen (Datum der Verordnung: 19. Mai 1988). Das Naturschutzgebiet ist Bestandteil des FFH-Gebietes „Wennebeker Moor und Langwedel“. Zuständige untere Naturschutzbehörde ist der Kreis Rendsburg-Eckernförde.

## Beschreibung
Das Naturschutzgebiet liegt nordöstlich von Nortorf im Süden des Naturparks Westensee. Es umfasst das Wennebeker Moor, die Wennebek und ihre Niederung mit angrenzenden Flächen zwischen der Bundesautobahn 7 im Norden und der Landesstraße 49 im Süden. Die nach Langwedel führende Landesstraße 298 durchschneidet das Naturschutzgebiet. Eine Hofstelle an der Landesstraße ist aus dem Naturschutzgebiet ausgenommen. Im Süden ist ein Teil des Standortübungsplatzes Langwedel in das Naturschutzgebiet einbezogen. 
Das Naturschutzgebiet wird von verschiedenen Landschaftselementen geprägt. Neben der durch Feuchtwiesen und Seggensümpfe geprägten Niederung der Wennebek, die den größten Teil des Naturschutzgebietes einnimmt, sind dies Trockenrasen und Heideflächen auf an die Niederung angrenzenden Höhenrücken sowie das in einem Talkessel liegende Wennebeker Moor. 
Die Niederung der Wennebek, die wenige hundert Meter unterhalb des Naturschutzgebietes in den Brahmsee fließt, wurde traditionell als Grünland genutzt. Seit der Unterschutzstellung wurden Flächen aus der Nutzung genommen, sie liegen heute brach. Vereinzelt kommt noch die Sumpfdotterblume vor. Auch Helmkraut, Schwertlilie, Wasserminze, Sumpfveilchen, Sumpfkratzdistel, Wassernabel, Bachnelkenwurz und Breitblättriges Knabenkraut sind auf den brachliegenden Feuchtwiesen zu finden. Sie werden aber vielfach von der Sumpfsegge verdrängt. Ferner kommt es zum Aufwuchs von Erlen und anderen Gehölzen, so dass allmählich Erlenbruchwälder entstehen.
Auf höherliegenden, trockenen Flächen sind überalterte und damit vergraste Heideflächen zu finden, andere Bereiche werden landwirtschaftlich genutzt. Die Heideflächen wurden früher von Besenheide dominiert. Diese kommt nur noch vereinzelt vor. Große Flächen werden von Drahtschmiele und teilweise auch Pfeifengras eingenommen. Weiterhin stocken hier u. a. Sand- und Moorbirken, Stieleichen, Zitterpappeln, Faulbaum, Weiden, Kiefern und Fichten. Auch Ginster und Adlerfarn sind verbreitet. Auf Resten von Trockenrasen kommen Sandglöckchen und Silbergras vor.
Heide und Trockenrasen werden mittlerweile zur Pflege mit Schafen beweidet, wodurch insbesondere die Drahtschmiele zurückgedrängt wird. Auch Gebüsche werden durch Verbiss geringfügig eingedämmt. 
Zwischen Standortübungsplatz und Weenbek befindet sich südlich der Landesstraße 298 das etwa 5 Hektar große Wennebeker Moor, das in der Vergangenheit entwässert und abgegraben wurde. Mittlerweile ist es wiedervernässt und regeneriert sich so. Die Schlammsegge hat hier ihr größtes Vorkommen in Schleswig-Holstein. Weiterhin kommen verschiedene Torfmoose vor sowie Gewöhnlicher und Kleiner Wasserschlauch, Schmalblättriges und Scheidiges Wollgras, Rundblättriger und Mittlerer Sonnentau sowie Krähenbeere, Glockenheide und Mossbeere. Vereinzelt ist auch das Weiße Schnabelried zu finden. Darüber hinaus kommen Fieberklee, Krallenmoos, Fasen-, Wiesen- und Steife Segge sowie Schilf, Rohrkolben und Sumpfscheitgras vor.
Das Naturschutzgebiet bietet u. a. Vögeln, Amphibien und Reptilien einen Lebensraum. So brüten z. B. Kohl-, Blau-, Tannen-, Hauben-, Sumpf- und Weidenmeise, Sing- und Misteldrossel, Fitis, Zilpzalp, Rotkehlchen, Zaunkönig, Braunelle, Buntspecht und Ringeltaube in Gehölzen und Gebüschen, in den offeneren Bereichen mit Gehölzreihen auch Baumpieper, Goldammer und Neuntöter. Die Grünlandbrachen bieten z. B. Bekassine, Rohrammer, Feldschwirl und Braunkehlchen Brutplätze. Auch der Wachtelkönig ist gelegentlich zu hören. Auf Weideflächen brütet vereinzelt der Kiebitz. Im Moor und Röhricht brüten Teichrohrsänger, Wasserralle, Graugans, Reiher- und Krickente. Auch Graureiher kommen hier vor. In der Nähe besteht eine kleine Brutkolonie.
Amphibien und Reptilien sind durch Erdkröte, Moor-, Gras- und Wasserfrosch, Waldeidechse, Blindschleiche, Ringelnatter und Kreuzotter vertreten.
Das Naturschutzgebiet wird vom Landesverband Schleswig-Holstein des Naturschutzbundes Deutschland betreut. Teilflächen gehören der Stiftung Naturschutz Schleswig-Holstein.